# レット・イット・ビー (曲)
「レット・イット・ビー」（Let It Be）は、ビートルズの楽曲である。1970年3月にシングル盤として発売され、B面には「ユー・ノウ・マイ・ネーム」が収録された。レノン＝マッカートニー名義となっているが、ポール・マッカートニーによって作詞作曲された楽曲。同年に公開された映画『レット・イット・ビー』や12作目のイギリス盤公式オリジナル・アルバムのタイトル曲でもある。なお、シングルに収録のアレンジはジョージ・マーティン、アルバム『レット・イット・ビー』に収録のアレンジはプロデューサーのフィル・スペクターがそれぞれ手がけており、ギターソロとオーケストラのミックスが双方で異なっている。
アメリカでは、1970年3月21日付のBillboard Hot 100で初登場6位を獲得し、4月11日付の同チャートで第1位を獲得した。4月10日にマッカートニーがビートルズからの脱退を宣言して事実上解散となったため、本作がビートルズが活動中に発売した最後のシングルとなった。

## 背景・曲の構成
マッカートニーが1968年に行われたアルバム『ザ・ビートルズ』のためのセッションの最中で、ビートルズが分裂しつつあるのを悲観している頃に、亡き母メアリー・マッカートニーが夢枕に現れた際に述べた「あるがままを あるがままに（全てを）受け容れるのです」との囁きを元に書いたと語っている。マッカートニーの母であるメアリー・パトリシア・モーヒンは、マッカートニーが14歳の頃にガンで死去した。亡き母が夢枕に現れたことについて、マッカートニーは「母に再会できたのは本当によかった。夢で祝福された気分だった。だから僕は母の囁きを元に『レット・イット・ビー』を書いたんだ」と語っている。なお、英文では「Mother Mary」とは聖母マリアを指すため、聖母マリアを題材にした楽曲という解釈も存在する。マリアが受胎告知に応答して述べたのが「let it be」（レット・イット・ビー）、すなわち次の引用でいう「成りますように」である。
そこでマリヤが言った、「わたしは主のはしためです。お言葉どおりこの身に成りますように」。そして御使は彼女から離れて行った。— 『新約聖書『ルカによる福音書』1章38節』。ウィキソースより閲覧。、口語訳聖書
これについて、マッカートニーは「聖母マリアのことだと解釈してくれても構わない」と答えている。
しかし、1975年5月21日にアメリカのABCテレビで放映されたビートルズの特別番組『A Salute to the Beatles: Once upon a Time』でマル・エヴァンズは、「インドでポールが瞑想している時に僕が出てきて、"Let It Be, Let It Be" と言ったんだって。それがきっかけで曲ができたんだ。ある晩、セッションが終わってポールと一緒に家に戻ったら、夜中の3時にポールはこう言ったんだ。「曲ができたよ、ぱぱっと。"Brother Malcolm" っていう曲なんだ」と。でも、みんなに誤解されるから "Brother Malcolm" は変えたほうがいいんじゃない？って伝えたんだよ」と語っている。実際に初期のテイクでは、「Mother Mary comes to me（母メアリーが僕を訪れ）」ではなく、「Brother Malcolm comes to me（ブラザー・マルコムが僕の元にやってくる）」と歌われていた。

## レコーディング
「レット・イット・ビー」の原型は、アルバム『ザ・ビートルズ』の頃より存在しており、1968年9月5日に行われた「ホワイル・マイ・ギター・ジェントリー・ウィープス」のセッションや、9月19日に行われた「ピッギーズ」のセッションで初期バージョンが演奏されていた。前述のとおり、当時は「Brother Malcolm comes to me（ブラザー・マルコムが僕の元にやってくる）」と歌われていた。このうち9月5日の演奏が、2018年に発売された『ザ・ビートルズ (ホワイト・アルバム)〈スーパー・デラックス・エディション〉』に収録された。
その数か月後の1969年1月3日にトゥイッケナム映画撮影所で本作のリハーサルが行なわれ、この前日より後に映画『レット・イット・ビー』となる映像の撮影を開始した。リハーサルでは、マッカートニーによるピアノの弾き語りが1テイクで録音され、1月8日より他のメンバーが参加した。なお、トゥイッケナム・スタジオでのリハーサルでは、リリース用のマルチトラック・レコーダーは使用されなかった。その後アップル・スタジオに場所を移して、1月23日よりマルチトラック・レコーダーを使用したレコーディングが開始された。
マスターには、1969年1月31日のセッションでレコーディングされたテイクが採用された。同日のセッションでは、マッカートニーがブリュートナー製のピアノ、ジョン・レノンが6弦ベース（1970年1月4日のセッションで、ジョージ・マーティンの要請によりマッカートニーが弾いたベースのパートに差し替えられた）、ジョージ・ハリスンとリンゴ・スターが通常どおりのエレクトリック・ギターとドラムを演奏し、ビリー・プレストンがハモンドオルガンで参加した。
1969年1月31日の演奏は、公式作品で使用された2つのテイクのうちの1つとなった。テイク27-Aとされた最初のバージョンは、公式に発売された全てのバージョンのベースとなり、テイク27-Bとされたもう一つのバージョンは、同日にレコーディングされた「トゥ・オブ・アス」や「ザ・ロング・アンド・ワインディング・ロード」と共に、映画『レット・イット・ビー』で使用された。
映画で使用されたバージョンは、公式に発売されたCD・レコード作品には未収録となっている。映画『レット・イット・ビー』に収録された演奏では、最後のヴァースの歌詞が一部異なっており、音源化されたバージョンでは「mother Mary comes to me ... there will be an answer」と歌われているのに対し、映画で使用されたバージョンでは「mother Mary comes to me ... there will be no sorrow」と歌われている。
1969年4月30日にハリスンは、1月31日にレコーディングしたベストテイクに新しいギターソロをオーバー・ダビングし、1970年1月4日にも異なるソロをオーバー・ダビングした。前者はシングル・バージョンに使用され、後者はアルバム・バージョンで使用された。なお、一部のファンの間では、ギターソロのみならず、オーバー・ダビングやミックスなど細かな点が違うことから、それぞれ別のベーシック・トラックが使用されたという誤解が生じている。

## リリース

### シングル・バージョン
「レット・イット・ビー」は、イギリスで1970年3月6日にB面に「ユー・ノウ・マイ・ネーム」を収録したシングル盤として発売された。プロデューサーとしてジョージ・マーティンの名前がクレジットされた。シングル盤のアートワークには、同年5月に発売されたアルバムと同じ写真が使用され、1967年に発売されたシングル盤『ストロベリー・フィールズ・フォーエバー / ペニー・レイン』以来となるメンバーの写真入りのオリジナル・スリーヴで発売された。全英シングルチャートでは最高位2位を獲得した。アメリカでは3月11日に発売され、3月21日付のBillboard Hot 100で初登場6位を獲得したのち、4月11日付の同チャートで第1位を獲得した。日本では、1970年3月25日にB面に「ユー・ノウ・マイ・ネーム」を収録したシングル盤、1981年9月1日に「ゲット・バック」との両A面シングルが発売された。
シングル・バージョンは、マッカートニーとマーティンの監修の下、1970年1月4日にオーバー・ダビングされたバッキング・ボーカルとオーケストラが含まれている。なお、バッキング・ボーカルには、マッカートニーの妻であるリンダ・マッカートニーが参加している。同日のセッションでは、ハリスンが2回目のギターソロのオーバー・ダビングを行っており、当初は先のオーバー・ダビング・セッションでレコーディングしたギターソロと合わせて使用する予定であったが、完成バージョンでは1969年4月30日にオーバー・ダビングしたソロのみが使用され、1月4日にオーバー・ダビングしたソロは、最後のヴァースで僅かに使用された。このシングル・バージョンにおいて、マーティンはオーケストラを控えめにミックスしている。
シングル・バージョンは、1973年に発売されたコンピレーション・アルバム『ザ・ビートルズ1967年〜1970年』でアルバム初収録となり、のちに『ビートルズ バラード・ベスト20』、『20グレイテスト・ヒッツ』、『パスト・マスターズ Vol.2』、『ザ・ビートルズ1』にも収録された。この他、1972年にソビエト連邦で発売された初のビートルズの作品となったEP『Across The Universe』に、「アクロス・ザ・ユニバース」や「アイ・ミー・マイン」と共に収録された。

### アルバム『レット・イット・ビー』バージョン
1970年3月26日にフィル・スペクターは、未発表となっていた『ゲット・バック』を発売にこぎ着けるために、全曲のリミックスを施した。アルバム・バージョンでは、1970年1月4日にオーバー・ダビングしたギターソロが使用され、バッキング・ボーカルが一部カットされ、スターのハイハットにディレイがかけられたほか、オーケストラが強調された。
アルバム『レット・イット・ビー』では本作の前に「ディグ・イット」が収録されており、「ディグ・イット」の最後にレノンがグレイシー・フィールズを真似たファルセットで「That was 'Can You Dig It?' by Georgie Wood, and now we'd like to do 'Hark, the Angels Come.'（ジョージ・ウッドの「キャン・ユー・ディグ・イット?」でした。次は『ほら、天使がやってきた』という曲をやります。）」と告げたあと、間髪を入れずに本作に移る構成になっている。
なお、フィル・スペクターのリプロデュース前まで、アルバム『ゲット・バック』のプロデュースを手がけていたグリン・ジョンズによるミックスは長らく未発表のままとなっていたが、2021年に発売された『レット・イット・ビー スペシャル・エディション〈スーパー・デラックス〉』に収録された。

### 『ザ・ビートルズ・アンソロジー3』バージョン
1996年に発売された『ザ・ビートルズ・アンソロジー3』には、1969年1月25日のセッションでレコーディングされたテイク1が収録された。テイク1のレコーディング時点で、マッカートニーが最後のヴァースを完成させていなかったため、1番目のヴァースが繰り返される。『ザ・ビートルズ・アンソロジー3』バージョンでは、1969年1月31日のセッションでのレノンとマッカートニーの会話も収録されている。
- レノン: Are we supposed to giggle in the solo?（ソロの時にニコニコしていた方が良い？）
- マッカートニー: Yeah.（そうだね）
- レノン: OK.
- マッカートニー: This'll - this is gonna knock you out, boy.（これで決まりだ）

演奏が終わった後、1969年1月31日にレコーディングされた別のテイクから、レノンの「I think that was rather grand. I'd take one home with me. OK let's track it. (Gasps) You bounder, you cheat!（かなり良かったと思う。後で音を重ねようか、いや誤魔化しはダメだ）」という語りが編集で加えられている。このレノンの言葉は、当時行われていたゲット・バック・セッションの「オーバー・ダビングは一切行わない」という当初のコンセプトに基づいたもの。

### 『レット・イット・ビー...ネイキッド』バージョン
2003年11月17日に『レット・イット・ビー...ネイキッド』が発売された。『レット・イット・ビー...ネイキッド』バージョンは、1969年1月31日にレコーディングされたテイク27-Aとテイク27-Bに加え、映画でも確認できるギターソロが編集で繋ぎ合わされて制作された。
このバージョンでは、スターのハイハットで刻むシンバルの残響が含まれていない。

## 評価
『NME』誌のデレク・ジョンソンは、シングル盤のレビューで本作の宗教的な歌詞とマッカートニーの演奏を称賛した。『ハイ・フィデリティ』誌のジョン・ガブリーは、歌詞について「政治的に危険」とする一方で、「マッカートニーの音楽的に最高の行い」と評した。
『オールミュージック』のリッチー・アンターバーガーは、「最高の歌詞がつけられたゴスペル」と評している。音楽評論家のイアン・マクドナルドは「独り善がりの高揚感をもたらす、芸術的な重みに比例しない人気を獲得した曲」と評している。
レノンは、1980年の『プレイボーイ』誌のインタビューで「ポールの曲。サイモン&ガーファンクルの『明日に架ける橋』に影響されて書いたんだと思う。僕はなにもしてないんだけど。ポールが何を思って『レット・イット・ビー』を書いたのかさっぱりわからない」と語っている。
2006年に『モジョ』誌が発表した「The 101 Greatest Beatles Songs」で50位 、2010年に『ローリング・ストーン』誌が発表した同様のリストで8位、「ローリング・ストーンの選ぶオールタイム・グレイテスト・ソング500」で20位にランクインした。

## クレジット
※出典（特記を除く）
ビートルズ
- ポール・マッカートニー - リード・ボーカル、ピアノ、ベース
- ジョン・レノン - バッキング・ボーカル
- ジョージ・ハリスン - リードギター、バッキング・ボーカル
- リンゴ・スター - ドラム

外部ミュージシャン
- リンダ・マッカートニー - バッキング・ボーカル
- ビリー・プレストン - ハモンドオルガン
- 演奏者不明 - オーケストラ

## チャート成績（ビートルズ版）

### 週間チャート
| チャート (1970年)                  | 最高位 |
| ---------------------------------- | ------ |
| オーストラリア (Kent Music Report) | 1      |
| オーストリア (Ö3 Austria Top 40)   | 1      |
| ベルギー (Ultratop 50 Wallonia)    | 2      |
| ベルギー (Ultratop 50 Flanders)    | 3      |
| Canada Top Singles (RPM)           | 1      |
| オランダ (Single Top 100)          | 1      |
| アイルランド (IRMA)                | 3      |
| 日本 (オリコン)                    | 6      |
| ニュージーランド (Listener)        | 1      |
| ノルウェー (VG-lista)              | 1      |
| スイス (Schweizer Hitparade)       | 1      |
| UK シングルス (OCC)                | 2      |
| US Billboard Hot 100               | 1      |
| US Adult Contemporary (Billboard)  | 1      |
| 西ドイツ (Musikmarkt)              | 2      |

| チャート (1981年)                                   | 最高位 |
| --------------------------------------------------- | ------ |
| - 日本 (オリコン) - 「ゲット・バック」との両A面扱い | 50     |

| チャート (2010年)                      | 最高位 |
| -------------------------------------- | ------ |
| フィンランド (Suomen virallinen lista) | 20     |
| スペイン (PROMUSICAE)                  | 39     |
| UK シングルス (OCC)                    | 38     |

| チャート (2013年)              | 最高位 |
| ------------------------------ | ------ |
| フランス (SNEP)                | 96     |
| 日本 (Billboard Japan Hot 100) | 90     |

| チャート (2016年)                | 最高位 |
| -------------------------------- | ------ |
| スウェーデン (Sverigetopplistan) | 39     |

| チャート (2020年)               | 最高位 |
| ------------------------------- | ------ |
| US LyricFind Global (Billboard) | 12     |

### 年間チャート
| チャート (1970年)             | 順位 |
| ----------------------------- | ---- |
| カナダ トップシングルス (RPM) | 3    |
| オランダ (Single Top 100)     | 25   |
| US Billboard Hot 100          | 9    |

### オールタイム・チャート
| チャート (1958年 - 2018年) | 順位 |
| -------------------------- | ---- |
| US Billboard Hot 100       | 425  |

## 認定（ビートルズ版）
| 国/地域                                                       | 認定        | 認定/売上数 |
| ------------------------------------------------------------- | ----------- | ----------- |
| イタリア (FIMI)                                               | Gold        | 25,000      |
| イギリス (BPI)                                                | Gold        | 500,000     |
| アメリカ合衆国 (RIAA)                                         | 2× Platinum | 2,000,000^  |
| ^ 認定のみに基づく出荷枚数 · 認定のみに基づく売上数と再生回数 |             |             |

## ライブでの演奏
1970年3月1日に放送された『エド・サリヴァン・ショー』で、ビートルズによるスタジオ・ライブの映像が放送された。
マッカートニーは1979年のウイングスのツアーで演奏して以降、ソロコンサートでこの曲を演奏し続けており、現在ではマッカートニーのライブの定番曲となっている。以下、特筆する公演に以下のようなものがある。
- 1985年7月13日に「アフリカ難民救済」を目的にウェンブリー・スタジアムで開催されたライブエイドで、トリを務めたマッカートニーは本作をピアノで弾き語りし、曲の中盤からボブ・ゲルドフ、アリソン・モイエ（英語版）、デヴィッド・ボウイ、ピート・タウンゼントらがコーラスで参加した[69]。しかし機材トラブルにより、曲の前半ではマッカートニーの歌声が全く聴こえないというハプニングが発生し、後に発売された映像作品では、翌日にBBCのスタジオでボーカルを録音し直したものが使用された[70][71]。
- 1998年にトラファルガー広場にあるセント・マーティン・イン・ザ・フィールズで行われたリンダ・マッカートニーの追悼式で、マッカートニー、ハリスン、スターが700人におよぶ出席者とともに本作を合唱した[72]。
- 2001年10月20日にニューヨーク市のマディソン・スクエア・ガーデンで開催された『ザ・コンサート・フォー・ニューヨーク・シティ（英語版）』で、フィナーレとして同コンサートに参加したアーティスト共に本作を演奏した[70]。
- 2003年にモスクワの赤の広場でのコンサート前に、クレムソンを訪れてウラジーミル・プーチンに向けてプライベート公演として本作を演奏した[73]。
- 2008年7月18日にシェイ・スタジアム解体前最後の公演となったビリー・ジョエルのライブのフィナーレで、マッカートニーが参加して本作を演奏した[74]。
- 2012年6月4日に行われたエリザベス2世の生誕85周年と即位60周年を祝うセレモニーで、マッカートニーが演奏した[75]。

## カバー・バージョン

### フェリー・エイドによるカバー
1987年に起きたヘラルド・オブ・フリー・エンタープライズ号転覆事故による被害の救済を目的に結成されたプロジェクト、フェリー・エイドによるカバー・バージョンが発表された。同プロジェクトにはマッカートニーも参加しているが、マッカートニーのボーカルはオリジナル音源が流用された。
フェリー・エイドによるカバー・バージョンは、1987年3月23日にチャリティー・シングルとして発売され、全英シングルチャートで3週連続で第1位を獲得し、ヨーロッパのシングルチャートでもトップ10入りを果たした。

#### 収録曲
| 全作詞・作曲: レノン＝マッカートニー。 |                                                                                           |                        |                        |      |
| #                                      | タイトル                                                                                  | 作詞                   | 作曲・編曲             | 時間 |
| 1.                                     | 「レット・イット・ビー」(Let It Be)                                                       | レノン＝マッカートニー | レノン＝マッカートニー | 6:12 |
| 2.                                     | 「レット・イット・ビー (ザ・ゴスペル・ジャム・ミックス)」(Let It Be (The Gospel Jam Mix)) | レノン＝マッカートニー | レノン＝マッカートニー | 2:57 |
| 合計時間:                              | 合計時間:                                                                                 | 9:09                   |                        |      |

| 全作詞・作曲: レノン＝マッカートニー。 |                                                                                       |                        |                        |      |
| #                                      | タイトル                                                                              | 作詞                   | 作曲・編曲             | 時間 |
| 1.                                     | 「レット・イット・ビー」(Let It Be)                                                   | レノン＝マッカートニー | レノン＝マッカートニー | 6:00 |
| 2.                                     | 「レット・イット・ビー (メガ・メッセージ・ミックス)」(Let It Be (The Gospel Jam Mix)) | レノン＝マッカートニー | レノン＝マッカートニー | 6:08 |
| 合計時間:                              | 合計時間:                                                                             | 12:08                  |                        |      |

#### チャート成績（フェリー・エイド版）
| チャート (1987年)                    | 最高位 |
| ------------------------------------ | ------ |
| オーストリア (Ö3 Austria Top 40)     | 4      |
| ベルギー (Ultratop 50 Flanders)      | 3      |
| オランダ (Dutch Top 40)              | 3      |
| オランダ (Single Top 100)            | 4      |
| フランス (SNEP)                      | 8      |
| ドイツ (GfK Entertainment charts)    | 3      |
| アイルランド (IRMA)                  | 2      |
| ニュージーランド (Recorded Music NZ) | 4      |
| ノルウェー (VG-lista)                | 1      |
| スウェーデン (Sverigetopplistan)     | 9      |
| スイス (Schweizer Hitparade)         | 1      |
| UK シングルス (OCC)                  | 1      |

### その他のアーティスト
- アレサ・フランクリン - 1970年に発売されたアルバム『ジス・ガールズ・イン・ラヴ・ウィズ・ユー』に収録。ビートルズのシングルよりおよそ2か月先に発売されている（1月15日）[88]。
- ホセ・フェリシアーノ - 1970年に発売されたアルバム『Fireworks』に収録[89]。
- オリジナルズ - 1970年に発売されたアルバム『Naturally Together』に収録。
- クラレンス・カーター - 1970年に発売されたアルバム『Patches』に収録。
- ジョーン・バエズ - 1971年にシングル盤として発売。Billboard Hot 100で最高位第47位を獲得[90]。
- 尾崎紀世彦 - 1971年に発売されたアルバム『尾崎紀世彦ファースト・アルバム』に収録。
- ビル・ウィザース - 1971年に発売されたアルバム『Just as I Am』に収録[91]。
- ガロ - 1972年に発売されたアルバム『GARO2』に収録。
- ナナ・ムスクーリ - 1973年に発売されたアルバム『Presenting... Nana Mouskouri ...Songs From Her TV Series』に収録。
- コニー・タルボット - 2012年に発売されたアルバムアルバム『Beautiful World』に収録[92]。
- ヒメーシュ・パテル - 2019年に公開された映画『イエスタデイ』の劇中で演奏。同作のサウンドトラック盤にも収録された[93]。